# Großer Belt
Der Große Belt (dänisch: Storebælt) ist die Meeresstraße zwischen den dänischen Inseln Fünen (dänisch Fyn) im Westen und Seeland (dänisch: Sjælland) im Osten. Im weiteren Sinne wird der südlich anschließende nur 10 bis 12 km breite Langelandsbelt (dänisch: Langelandsbælt) zwischen Langeland im Westen und Lolland im Osten mit dazugerechnet. Zwischen Seeland und Lolland weitet sich der große Belt ostwärts zum Smålandsfarvand (übersetzt: Smålandsfahrwasser) aus, das beidseits der Insel Falster die östlichen Ausfahrten Storstrømmen (nach Osten) und Guldborgsund (nach Südosten) hat. Die nördliche Fortsetzung des Großen Belt ins Kattegat zwischen der Insel Samsø im Westen und der zu Seeland gehörenden Halbinsel Røsnæs sowie der Insel Sejerø im Osten wird Samsø Bælt genannt.
Detmar von Lübeck nennt in seiner Chronik im 14. Jahrhundert den Großen Belt Baltesund (baltischer Sund).
Der Große Belt ist bis zu 60 m tief, 20 bis 30 km breit und im engeren Sinne 70 km lang, mit Langelandsbelt etwa 100 km.
Nach der Definition der International Hydrographic Organization endet der Große Belt im Süden an einer Linie von Gulstav, dem südlichsten Punkt von Langeland nach Kappel Kirke, dem südwestlichsten Punkt Lollands.

## Verkehr
Durch den Großen Belt führen die Fährlinien zwischen Kiel und Oslo bzw. Göteborg. Insgesamt benutzt etwa die Hälfte des Schiffsverkehrs zwischen Kattegat und Ostsee diese Meeresstraße.
Zwischen Korsør und Nyborg bestand seit dem 19. Jahrhundert die wichtigste Fährquerung über den Großen Belt. 1997 wurde hier ein Eisenbahntunnel eröffnet und 1998 die Storebæltsbro (Großer-Belt-Brücke). Über den Langelandsbelt gibt es eine Fähre zwischen Spodsbjerg auf Langeland und Tårs auf Lolland.

## Ökologie
Etwa drei Viertel des Wasseraustausches zwischen der sauerstoffarmen Ostsee und dem Sauerstoff- und salzreichen Weltmeer findet durch den Großen Belt statt. Dabei strömt in der Tiefe das salzreiche und daher schwerere Wasser aus dem Kattegat südwärts und das salzarme und daher leichtere Ostseewasser oberhalb davon nordwärts. Messungen vor und nach dem Bau der Storebæltbrücke haben ergeben, dass die Brückenpfeiler die vorher deutlich voneinander getrennten Wasserschichten miteinander verwirbeln. Es wird befürchtet, dass dadurch die beiden gegenläufigen Strömungen verlangsamt werden und dadurch weniger sauerstoffreiches Wasser in die Ostsee gelangt. Aus Langzeitvergleichen weiß man, dass der Einstrom sauerstoffreichen Wassers durch die dänischen Meerengen und seine Schwankungen starke Auswirkungen auf die Fauna der Ostsee haben.